# Блінек
Блінек (пол. Blinek, нім. Blenke) — село в Польщі, у гміні Раконевиці Ґродзиського повіту Великопольського воєводства.
Населення — 98 осіб (2011).
У 1975-1998 роках село належало до Познанського воєводства.

## Демографія
Демографічна структура станом на 31 березня 2011 року:
|          | Загалом | Допрацездатний вік | Працездатний вік | Постпрацездатний вік |
| -------- | ------- | ------------------ | ---------------- | -------------------- |
| Чоловіки | 54      | 19                 | 32               | 3                    |
| Жінки    | 44      | 13                 | 25               | 6                    |
| Разом    | 98      | 32                 | 57               | 9                    |